# Combs-la-Ville
Pour les articles homonymes, voir Combs.
Combs-la-Ville est une commune française située dans le département de Seine-et-Marne en région Île-de-France.
La commune appartient à la ville nouvelle de Sénart.

## Géographie

### Localisation
Combs-la-Ville est une commune située dans le département de Seine-et-Marne faisant partie de la communauté d'agglomération Grand Paris Sud Seine Essonne Sénart. La ville est située à 28 km au sud-est de Paris et à un peu plus de 16 km au nord de Melun, préfecture du département. Limitrophe du département de l'Essonne, elle est localisée entre la forêt de Sénart à l'ouest, la rivière de l'Yerres au nord et le plateau de Brie à l'est et au sud. Elle est traversée dans sa partie sud par la nationale 104 appelée « la Francilienne ».

### Communes limitrophes
Les communes limitrophes sont :
- au nord : Varennes-Jarcy ;
- au nord est : Brie-Comte-Robert et son lieu-dit Villemeneux ;
- à l'est : Évry-Grégy-sur-Yerre ;
- à l'ouest : Quincy-sous-Sénart ;
- au sud : Lieusaint et Moissy-Cramayel ;
- au sud-ouest : Tigery

### Hydrographie

#### Réseau hydrographique

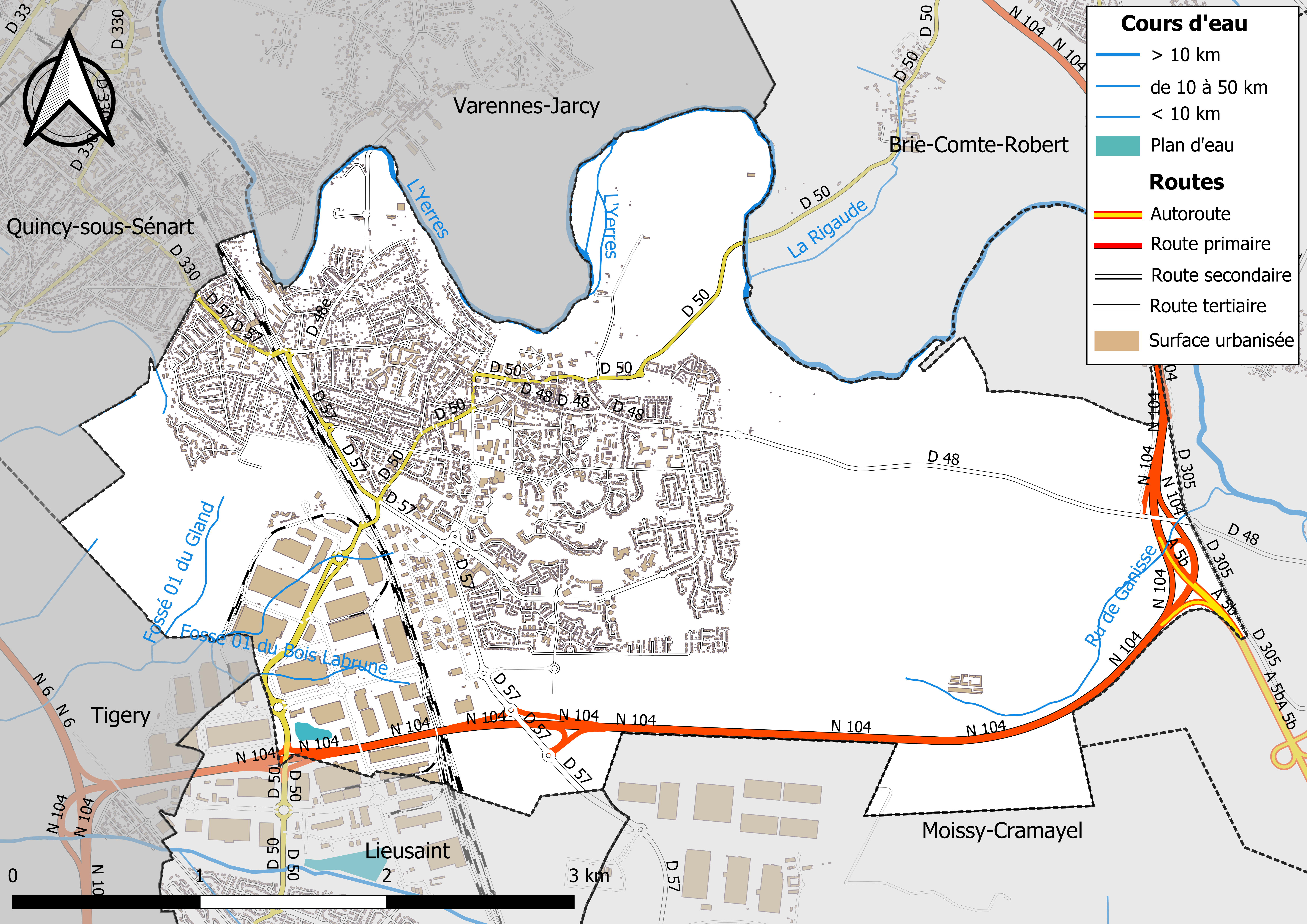
Carte des réseaux hydrographique et routier de Combs-la-Ville.

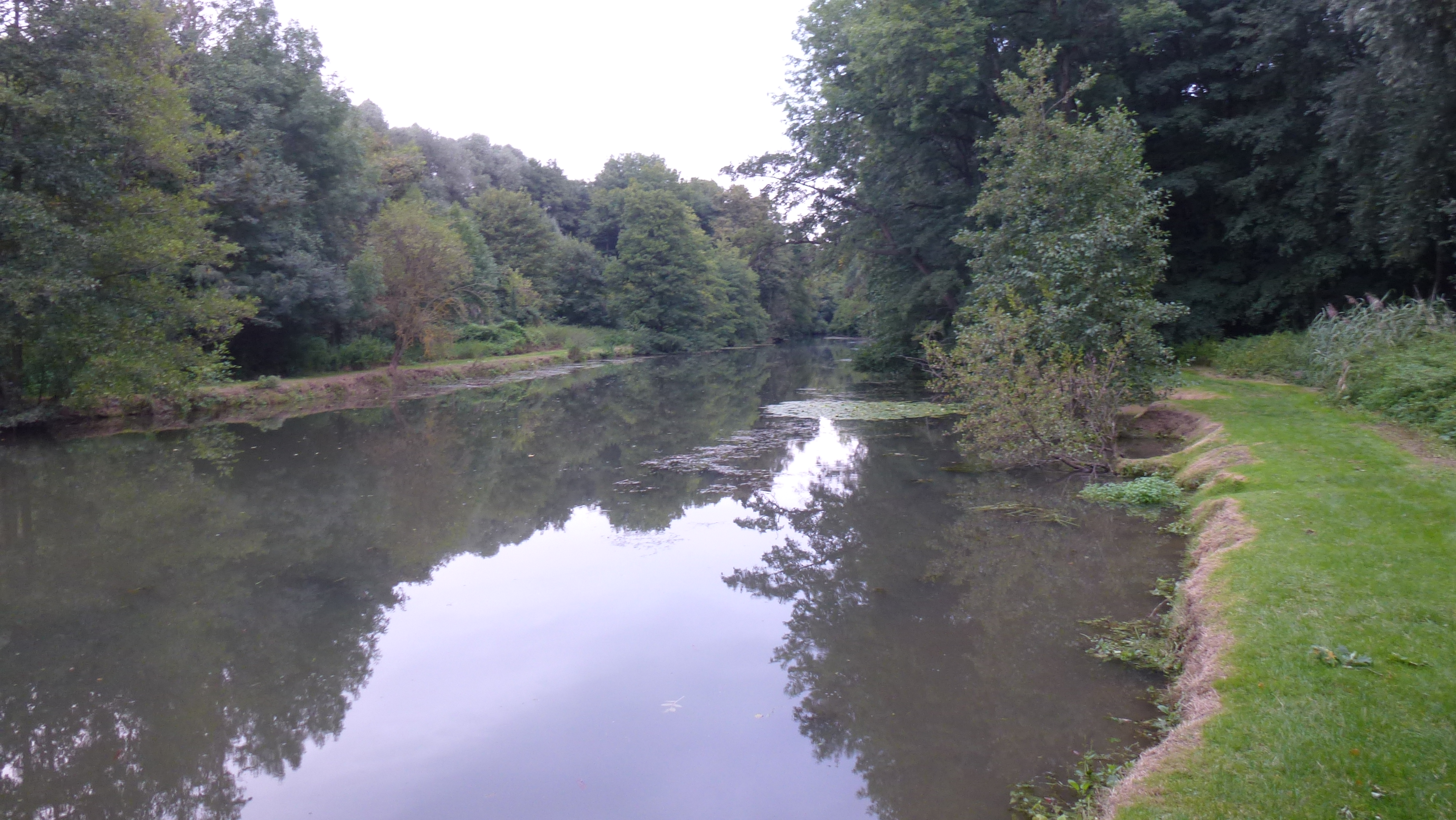
L'Yerres à Combs-la-Ville

Le réseau hydrographique de la commune se compose de dix cours d'eau référencés :
- la rivière l’Yerres, longue de 98,23 km[1], affluent en rive droite de la Seine, ainsi que :
  - un bras de 0,36 km[2] ;
  - un bras de 0,92 km[3] ;
  - le ru de Ganisse, 2,55 km[4], affluent de l’Yerres ;
- le fossé 01 du Bois de Tigery, 2,14 km[5], et ;
- le fossé 01 du Bois Labrune, 3,18 km[6], affluents du ruisseau des Hauldres ;
  - le fossé 01 du Gland, 1,05 km[7], et ;
  - le fossé 01 des Quincarnelles, 1,21 km[8], affluents du fossé 01 du Bois Labrune ;
- le canal 01 de la Commune de Soisy-sur-Seine, 4,32 km[9], qui conflue avec le fossé Daniel ;
- le canal 01 de la Commune de Quincy-sous-Sénart, 1,94 km[10].

La longueur totale des cours d'eau sur la commune est de 10,46 km.

#### Gestion des cours d'eau
Afin d’atteindre le bon état des eaux imposé par la Directive-cadre sur l'eau du 23 octobre 2000, plusieurs outils de gestion intégrée s’articulent à différentes échelles : le SDAGE, à l’échelle du bassin hydrographique, et le SAGE, à l’échelle locale. Ce dernier fixe les objectifs généraux d’utilisation, de mise en valeur et de protection quantitative et qualitative des ressources en eau superficielle et souterraine. Le département de Seine-et-Marne est couvert par six SAGE, au sein du bassin Seine-Normandie.
La commune fait partie du SAGE « Yerres », approuvé le 13 octobre 2011. Le territoire de ce SAGE correspond au bassin versant de l’Yerres, d'une superficie de 1 017 km2, parcouru par un réseau hydrographique de 450 kilomètres de long environ, répartis entre le cours de l’Yerres et ses affluents principaux que sont : le ru de l'Étang de Beuvron, la Visandre, l’Yvron, le Bréon, l’Avon, la Marsange, la Barbançonne, le Réveillon. Le pilotage et l’animation du SAGE sont assurés par le syndicat mixte pour l’Assainissement et la Gestion des eaux du bassin versant de l’Yerres (SYAGE), qualifié de « structure porteuse ».

### Climat
Pour des articles plus généraux, voir Climat de l'Île-de-France et Climat de Seine-et-Marne.
En 2010, le climat de la commune est de type climat océanique dégradé des plaines du Centre et du Nord, selon une étude du CNRS s'appuyant sur une série de données couvrant la période 1971-2000. En 2020, Météo-France publie une typologie des climats de la France métropolitaine dans laquelle la commune est exposée à un climat océanique altéré et est dans la région climatique Sud-ouest du bassin Parisien, caractérisée par une faible pluviométrie, notamment au printemps (120 à 150 mm) et un hiver froid (3,5 °C).
Pour la période 1971-2000, la température annuelle moyenne est de 11,3 °C, avec une amplitude thermique annuelle de 15,5 °C. Le cumul annuel moyen de précipitations est de 671 mm, avec 11 jours de précipitations en janvier et 7,9 jours en juillet. Pour la période 1991-2020, la température moyenne annuelle observée sur la station météorologique la plus proche, située sur la commune de Mandres-les-Roses à 5 km à vol d'oiseau, est de 11,9 °C et le cumul annuel moyen de précipitations est de 698,3 mm,. Pour l'avenir, les paramètres climatiques de la commune estimés pour 2050 selon différents scénarios d'émission de gaz à effet de serre sont consultables sur un site dédié publié par Météo-France en novembre 2022.
| Mois                                  | jan.          | fév.           | mars           | avril       | mai            | juin           | jui.           | août          | sep.        | oct.            | nov.             | déc.             | année     |
| ------------------------------------- | ------------- | -------------- | -------------- | ----------- | -------------- | -------------- | -------------- | ------------- | ----------- | --------------- | ---------------- | ---------------- | --------- |
| Température minimale moyenne (°C)     | 1,8           | 1,6            | 3,8            | 5,8         | 9,6            | 12,7           | 14,5           | 14            | 10,8        | 8,2             | 4,7              | 2,4              | 7,5       |
| Température moyenne (°C)              | 4,5           | 5              | 8,2            | 11          | 14,8           | 18,1           | 20,2           | 20            | 16,3        | 12,4            | 7,8              | 5                | 11,9      |
| Température maximale moyenne (°C)     | 7,2           | 8,6            | 12,7           | 16,4        | 19,9           | 23,5           | 25,9           | 26,1          | 21,8        | 16,6            | 10,9             | 7,5              | 16,4      |
| Record de froid (°C) date du record   | −16 08.01.10  | −13 07.02.1991 | −10,5 01.03.05 | −3 07.04.21 | 0,5 07.05.1997 | 1,8 04.06.1991 | 6,1 04.07.1990 | 6 28.08.1998  | 1 30.09.12  | −3,8 30.10.1997 | −10,4 24.11.1998 | −10,3 29.12.1996 | −16 2010  |
| Record de chaleur (°C) date du record | 16,1 27.01.03 | 22 27.02.19    | 25 31.03.21    | 29 20.04.18 | 33 28.05.17    | 38 22.06.17    | 39,5 31.07.20  | 40,1 06.08.03 | 35 15.09.20 | 29,5 01.10.11   | 23 08.11.15      | 17,3 16.12.1989  | 40,1 2003 |
| Précipitations (mm)                   | 57,2          | 50,9           | 49,8           | 50,6        | 67,4           | 58,6           | 60             | 61,1          | 52,4        | 58              | 61,8             | 70,5             | 698,3     |

### Milieux naturels et biodiversité

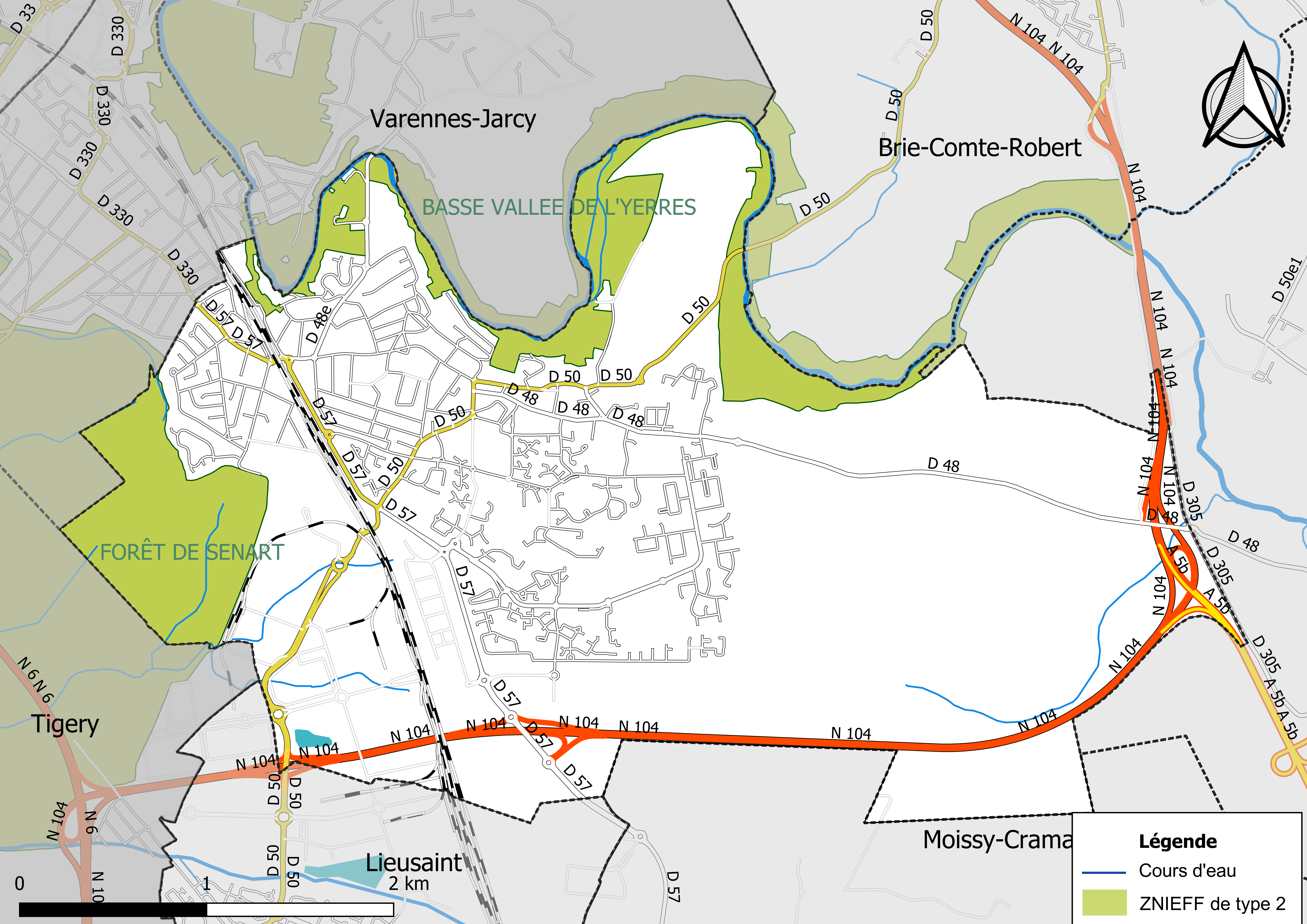
Carte des ZNIEFF de type 2 localisées sur la commune.

L’inventaire des zones naturelles d'intérêt écologique, faunistique et floristique (ZNIEFF) a pour objectif de réaliser une couverture des zones les plus intéressantes sur le plan écologique, essentiellement dans la perspective d’améliorer la connaissance du patrimoine naturel national et de fournir aux différents décideurs un outil d’aide à la prise en compte de l’environnement dans l’aménagement du territoire.
Le territoire communal de Combs-la-Ville comprend deux ZNIEFF de type 2, : 
- la « Basse vallée de l'Yerres » (669,56 ha), couvrant 15 communes dont 3 en Seine-et-Marne, 8 dans l'Essonne et 4 dans le Val-de-Marne[22] ;
- la « Forêt de Senart » (3 563,72 ha), couvrant 11 communes dont 1 en Seine-et-Marne et 10 dans l'Essonne[23].

## Urbanisme

### Typologie
Au 1er janvier 2024, Combs-la-Ville est catégorisée grand centre urbain, selon la nouvelle grille communale de densité à sept niveaux définie par l'Insee en 2022.
Elle appartient à l'unité urbaine de Paris, une agglomération inter-départementale regroupant 407  communes, dont elle est une commune de la banlieue,,. Par ailleurs la commune fait partie de l'aire d'attraction de Paris, dont elle est une commune du pôle principal,. Cette aire regroupe 1 929 communes,.

### Lieux-dits et écarts
La commune compte 81 lieux-dits administratifs répertoriés consultables ici.

### Occupation des sols
L'occupation des sols de la commune, telle qu'elle ressort de la base de données européenne d’occupation biophysique des sols Corine Land Cover (CLC), est marquée par l'importance des territoires agricoles (46,3 % en 2018), en diminution par rapport à 1990 (59,3 %). La répartition détaillée en 2018 est la suivante : 
terres arables (46,3% ), zones urbanisées (29,8% ), zones industrielles ou commerciales et réseaux de communication (12,1% ), forêts (7,9% ), espaces verts artificialisés, non agricoles (3% ), milieux à végétation arbustive et/ou herbacée (0,8 %).
Parallèlement, L'Institut Paris Région, agence d'urbanisme de la région Île-de-France, a mis en place un inventaire numérique de l'occupation du sol de l'Île-de-France, dénommé le MOS (Mode d'occupation du sol), actualisé régulièrement depuis sa première édition en 1982. Réalisé à partir de photos aériennes, le Mos distingue les espaces naturels, agricoles et forestiers mais aussi les espaces urbains (habitat, infrastructures, équipements, activités économiques, etc.) selon une classification pouvant aller jusqu'à 81 postes, différente de celle de Corine Land Cover,,. L'Institut met également à disposition des outils permettant de visualiser par photo aérienne l'évolution de l'occupation des sols de la commune entre 1949 et 2018.

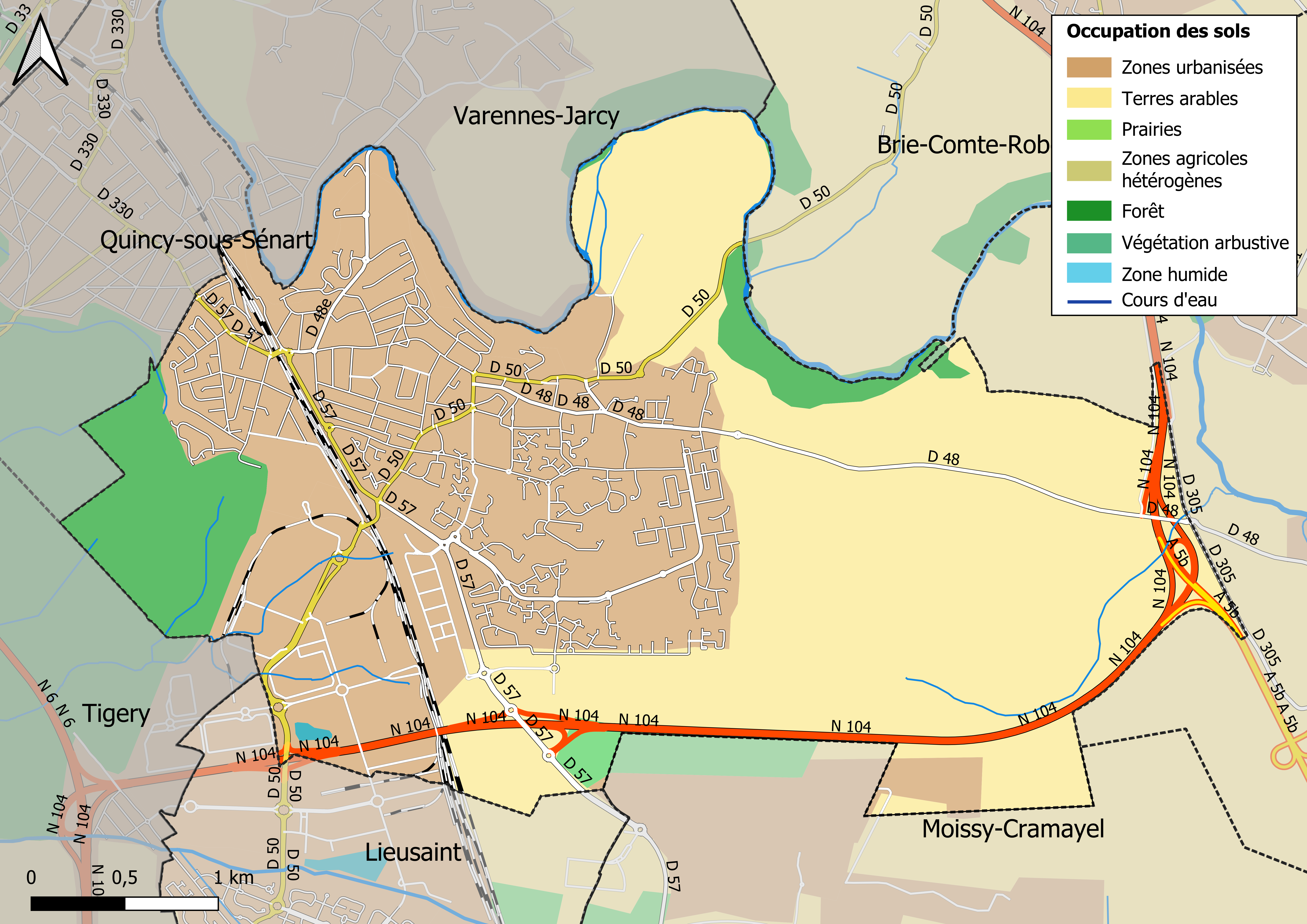
Carte des infrastructures et de l'occupation des sols en 2018 (CLC) de la commune.
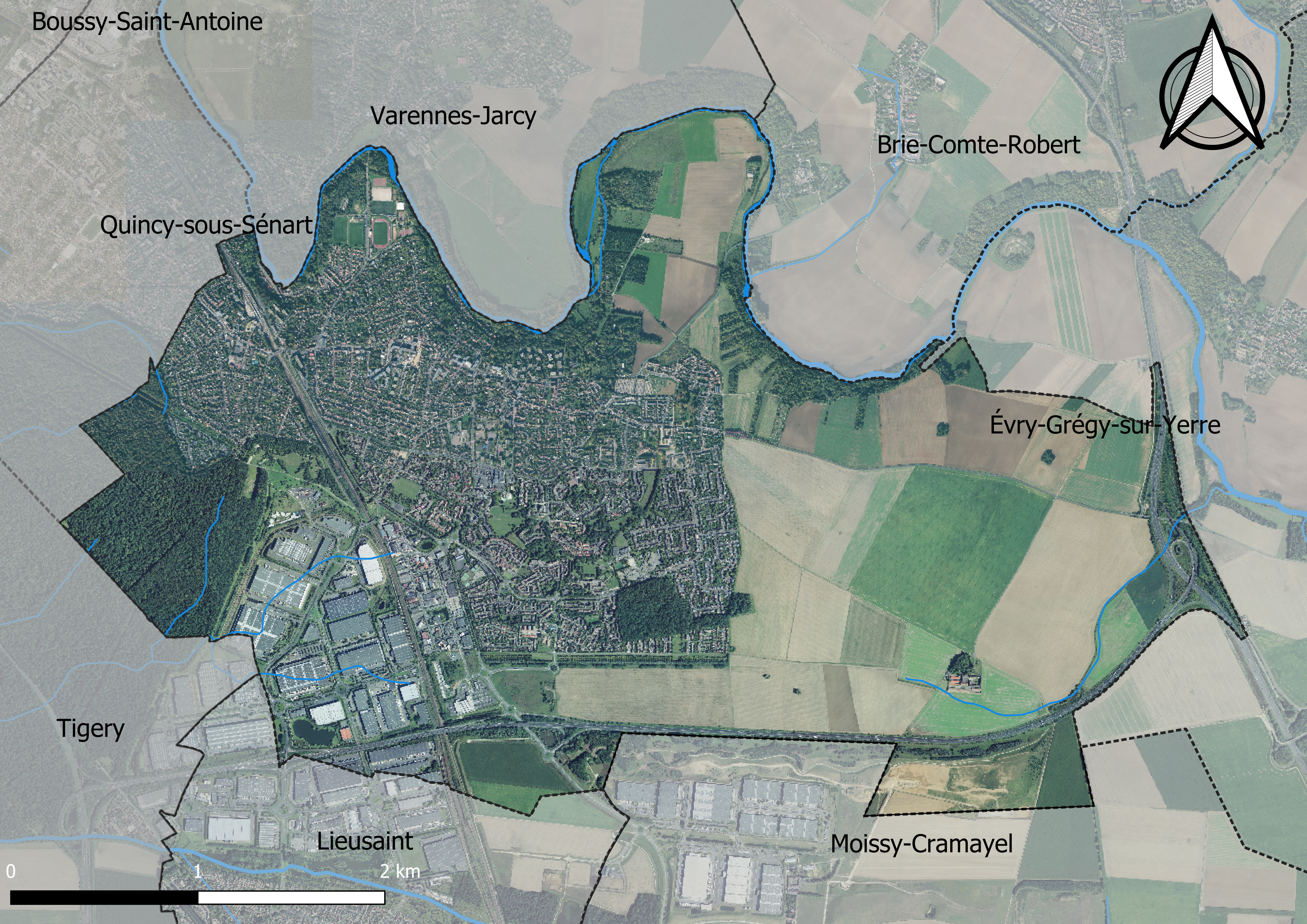
Carte orhophotogrammétrique de la commune.

### Planification
La loi SRU du 13 décembre 2000 a incité les communes à se regrouper au sein d’un établissement public, pour déterminer les partis d’aménagement de l’espace au sein d’un SCoT, un document d’orientation stratégique des politiques publiques à une grande échelle et à un horizon de 20 ans et s'imposant aux documents d'urbanisme locaux, les PLU (Plan local d'urbanisme). La commune est dans le territoire du SCOT Sénartdont l'étude a été engagée en 2013, portée par le syndicat Mixte de Sénart Val de Seine (SYMSEVAS).
La commune disposait en 2019 d'un plan local d'urbanisme approuvé. Le zonage réglementaire et le règlement associé peuvent être consultés sur le Géoportail de l'urbanisme.

### Logement
En 2016, le nombre total de logements dans la commune était de 9 197 dont 54,4 % de maisons et 44,6 % d’appartements.
Parmi ces logements, 92,9 % étaient des résidences principales, 0,6 % des résidences secondaires et 6,6 % des logements vacants.
La part des ménages propriétaires de leur résidence principale s’élevait à 64,9 % contre 34 % de locataires, dont 17,4 % de logements HLM loués vides (logements sociaux) et 1,2 % logés gratuitement.

### Voies de communication et transports

#### Voies routières
En venant de Paris :
- autoroute A4 puis RN 104 (La Francilienne) direction Melun-Sénart, sortie no 24 (Combs-la-Ville) ;
- autoroute A6 jusqu'à Évry puis RN 104 (La Francilienne), sortie no 25 (Lieusaint) ;
- RN 6 puis autoroute A5, puis première sortie RN 104 (La Francilienne) direction Marne-la-Vallée, puis sortie no 24 (Combs-la-Ville).

En venant de province :
- autoroute A4 puis RN 104 (La Francilienne) direction Melun-Sénart, sortie no 24 (Combs-la-Ville) ;
- autoroute A6 jusqu'à Évry puis RN 104 (La Francilienne), sortie no 25 (Lieusaint) ;
- Autoroute A5 puis RN 104 (La Francilienne).

#### Transport ferroviaire
- RER D Paris (Gare de Lyon) – Melun, Gare de Combs-la-Ville - Quincy.

## Toponymie
Le nom de la localité est mentionné sous la forme « Villa cognominata Cumbis in pago Parisiaco » en 576 et 655 ; In Cumbis au IXe siècle ; « Villa Cumbis in territorio Briacensi sita » en 1061 ; Villa que Cons vocatur en 1153 ; Cuns en 1197 ; Cons en 1198 ; Parrochia de Comis et Combs en 1216 ; Consvilla en 1228 ; Parrochia de Combisvilla en 1235 ; G. de Cumbisvilla en 1237 ; Coms en 1272 ; Quons, Quoons la ville en 1319 ; Cons la ville, Cuons la ville et Coignevilla en 1331 ; Conz la ville en 1340 ; Conbisvilla en 1356 ; Combz la ville en 1405 ; Conlaville en 1409 ; Camps la ville en Brye en 1673 ; Comblaville en 1770,.
Combs-la-Ville est formé sur le radical celtique Cumba, passé au roman et au français dialectal, combe qui désigne une vallée.

## Histoire
En 636, le roi Dagobert lègue sa terre de Combs (cumbis) à l’abbaye de Saint-Vincent[réf. nécessaire], qui se nommera plus tard Saint-Germain-des-Prés.
En 1783, le comte de Provence, frère puîné du roi Louis XVI et futur roi Louis XVIII, est propriétaire de Combs-la-Ville[réf. nécessaire].
La gare de Combs-la-Ville - Quincy est inaugurée le 12 août 1849, puis reconstruite en 1981.

## Politique et administration

### Rattachements administratifs et électoraux
La commune se trouve dans l'arrondissement de Melun du département de Seine-et-Marne. Pour l'élection des députés, elle fait partie de la neuvième circonscription de Seine-et-Marne.
Elle faisait partie de 1793 à 1991 du canton de Brie-Comte-Robert, année où elle devient le chef-lieu du canton de Combs-la-Ville. Dans le cadre du redécoupage cantonal de 2014 en France, ce canton, dont la commune est toujours membre, est modifié, passant de 4 à 5 communes.

### Intercommunalité
Combs-la-Ville est l'une des communes qui composent la ville nouvelle de Melun-Sénart, administrée par deux « syndicats communautaires d'aménagement » (SCA) de la ville nouvelle de Sénart, le Grand-Melun et Sénart-Villeneuve.
Le 23 avril 1997 le SAN prend l'appellation de syndicat d'agglomération nouvelle de Sénart-Ville Nouvelle en retirant Melun de son nom. Le 1er janvier 2015, le SAN est transformée en communauté d'agglomération, dont était membre la ville.
Cette intercommunalité a fusionné avec ses voisines afin de former, le 1er janvier 2016, la communauté d'agglomération Grand Paris Sud Seine Essonne Sénart, dont est désormais membre Combs-la-Ville.

### Tendances politiques et résultats
Les élections municipales 2001 et 2008 ont vu les listes conduites par le candidat UMP Guy Geoffroy l'emporter de façon modérée au premier tour avec respectivement 54,57 % et 51,13 % des voix des votants. Quant à l'élection de 2014, la victoire fut bien plus nette avec 69,85 % des voix des votants, contre la liste de Philippe Sainsard (PS) : 30,14 %, avec un taux de participation de 54,65 %. Cette élection a donc suivi la tendance nationale de 2014 à voter plus à droite que précédemment, notamment du fait de l'impopularité du gouvernement PS mené par François Hollande auprès de la population française.

### Liste des maires
| Période                                  | Période                      | Identité                       | Étiquette                 | Qualité |
| ---------------------------------------- | ---------------------------- | ------------------------------ | ------------------------- | --- |
| Les données manquantes sont à compléter. |                              |                                |                           | |
| 1790                                     |                              | Jacques Viret                  |                           | Vigneron |
| 13 novembre 1791                         |                              | Claude Pichon                  |                           | Vigneron |
| 30 septembre 1793                        |                              | Nicolas Prevot                 |                           | Cordonnier |
| An VII                                   |                              | Paul Dutfoy                    |                           | Cultivateur |
| 1818                                     |                              | Jean-Didier Dutfoy             |                           | Cultivateur |
| 7 janvier 1823                           |                              | Jean-Louis Nicolle             |                           | Cultivateur |
| 11 mai 1824                              |                              | Pierre-Noël Papillon           |                           | Meunier |
| 26 décembre 1828                         |                              | Jean-Didier Dutfoy (2e du nom) |                           | Cultivateur |
| 25 septembre 1831                        |                              | Paul Dutfoy (2e du nom)        |                           | Cultivateur |
| 29 août 1843                             |                              | Jean-Didier Dutfoy             |                           | Cultivateur |
| 6 novembre 1846                          |                              | René Garnot                    |                           | Cultivateur |
| 6 avril 1857                             |                              | Philéas Breger                 |                           | Cultivateur |
| 28 novembre 1857                         |                              | Auguste Denier                 |                           | Propriétaire |
| 4 décembre 1867                          |                              | Jean-Noël Papillon             |                           | Meunier |
| 23 janvier 1881                          |                              | Hippolyte Lahaye               |                           | Cultivateur |
| 20 mai 1888                              |                              | Henry Chardin                  |                           | Propriétaire |
| 20 mai 1900                              |                              | Emile Breton                   |                           | Cultivateur |
| 2 août 1903                              |                              | Alphonse Rodier                |                           | Boucher |
| 17 mai 1908                              |                              | Albert Dauvergne               |                           | Cultivateur |
| 12 décembre 1919                         |                              | David Bondu                    |                           | Représentant de l'État au PLM |
| 14 octobre 1923                          |                              | Henri Lebœuf                   |                           | Cultivateur |
| 12 mai 1935                              |                              | André Quentin                  |                           | Pharmacien |
| 27 octobre 1944                          | 23 octobre 1947              | Henri Pavard                   |                           | Mandataire aux Halles |
| 23 octobre 1947                          | 21 mars 1959                 | Henri Chasselon                |                           | Instituteur en retraite |
| 21 mars 1959                             | 13 mars 1977                 | Lucien Peyriguère              |                           | Médecin, maire honoraire |
| 13 mars 1977                             | 18 mars 1983                 | Alain Vivien                   | PS                        | Professeur Conseiller général de Brie-Comte-Robert (1970 → 1982) Député de la Seine-et-Marne (1re circ.) (1973 → 1986) |
| 18 mars 1983                             | 17 mars 1989                 | Claude Sapin                   | PS                        | Ingénieur économiste Vice-président du SAN de Sénart-Ville Nouvelle (1983 → 1989) |
| 17 mars 1989                             | 29 juin 1992                 | Alain Vivien                   | PS                        | Professeur Secrétaire d'État aux Affaires étrangères (1991 → 1992) Député de Seine-et-Marne (9e circ.) (1988 → 1991) Démissionnaire |
| 29 juin 1992                             | 18 juin 1995                 | Claude Sapin                   | PS                        | Ingénieur économiste |
| 18 juin 1995                             | En cours (au 7 juillet 2020) | Guy Geoffroy                   | RPR puis UMP (RS) puis LR | Proviseur de lycée Député de Seine-et-Marne (9e circ.) (2002 → 2017) Conseiller général du canton de Combs-la-Ville (1992 → 1998) Vice-président du conseil général de Seine-et-Marne (1994 → 1998) Réélu en 2001, 2008, 2014 et 2020, |

### Politique de développement durable
La commune a engagé une politique de développement durable en lançant une démarche d'Agenda 21 en 2005.

### Jumelages
| Ville | Ville                    | Pays | Pays        | Période                    |
| ----- | ------------------------ | ---- | ----------- | -------------------------- |
|       | Baia Mare                |      | Roumanie    | depuis le 5 septembre 2009 |
|       | Duderstadt               |      | Allemagne   | depuis 1968                |
|       | Dáli,                    |      | Chypre      | depuis le 8 octobre 1978   |
|       | Oswestry                 |      | Royaume-Uni | depuis 1980                |
|       | Petite-Île               |      | France      | depuis 1992                |
|       | R'Kiz                    |      | Mauritanie  | depuis 1986                |
|       | Salaberry-de-Valleyfield |      | Canada      | depuis 1998                |

## Équipements et services

### Eau et assainissement
L’organisation de la distribution de l’eau potable, de la collecte et du traitement des eaux usées et pluviales relève des communes. La loi NOTRe de 2015 a accru le rôle des EPCI à fiscalité propre en leur transférant cette compétence. Ce transfert devait en principe être effectif au 1er janvier 2020, mais la loi Ferrand-Fesneau du 3 août 2018 a introduit la possibilité d’un report de ce transfert au 1er janvier 2026,.

#### Assainissement des eaux usées
En 2020, la gestion du service d'assainissement collectif de la commune de Combs-la-Ville est assurée par le syndicat interdépartemental pour l'assainissement de l'agglomération parisienne (SIAAP) pour le transport et la dépollution,,.
L’assainissement non collectif (ANC) désigne les installations individuelles de traitement des eaux domestiques qui ne sont pas desservies par un réseau public de collecte des eaux usées et qui doivent en conséquence traiter elles-mêmes leurs eaux usées avant de les rejeter dans le milieu naturel. La communauté d'agglomération Marne et Gondoire (CAMG) assure pour le compte de la commune le service public d'assainissement non collectif (SPANC), qui a pour mission de vérifier la bonne exécution des travaux de réalisation et de réhabilitation, ainsi que le bon fonctionnement et l’entretien des installations,.

#### Eau potable
En 2020, l'alimentation en eau potable est assurée par la Communauté d'agglomération Grand Paris Sud Seine Essonne Sénart qui en a délégué la gestion à une entreprise privée, dont le contrat expire le 31 décembre 2021,,.

## Population et société

### Démographie
L'évolution du nombre d'habitants est connue à travers les recensements de la population effectués dans la commune depuis 1793. Pour les communes de plus de 10 000 habitants les recensements ont lieu chaque année à la suite d'une enquête par sondage auprès d'un échantillon d'adresses représentant 8 % de leurs logements, contrairement aux autres communes qui ont un recensement réel tous les cinq ans,.

En 2022, la commune comptait 22 712 habitants, en évolution de +2,25 % par rapport à 2016 (Seine-et-Marne : +3,92 %, France hors Mayotte : +2,11 %).
| 1793 | 1800 | 1806 | 1821 | 1831 | 1836 | 1841 | 1846 | 1851 |
| ---- | ---- | ---- | ---- | ---- | ---- | ---- | ---- | ---- |
| 500  | 540  | 512  | 507  | 500  | 493  | 494  | 540  | 609  |

| 1856 | 1861 | 1866 | 1872 | 1876 | 1881 | 1886 | 1891 | 1896  |
| ---- | ---- | ---- | ---- | ---- | ---- | ---- | ---- | ----- |
| 610  | 789  | 749  | 705  | 676  | 807  | 881  | 909  | 1 067 |

| 1901  | 1906  | 1911  | 1921  | 1926  | 1931  | 1936  | 1946  | 1954  |
| ----- | ----- | ----- | ----- | ----- | ----- | ----- | ----- | ----- |
| 1 138 | 1 156 | 1 394 | 1 538 | 1 797 | 2 039 | 2 386 | 2 482 | 2 833 |

| 1962  | 1968  | 1975   | 1982   | 1990   | 1999   | 2006   | 2011   | 2016   |
| ----- | ----- | ------ | ------ | ------ | ------ | ------ | ------ | ------ |
| 4 692 | 6 192 | 11 093 | 13 759 | 19 973 | 20 953 | 21 603 | 21 908 | 22 212 |

| 2021   | 2022   | - | - | - | - | - | - | - |
| ------ | ------ | - | - | - | - | - | - | - |
| 22 240 | 22 712 | - | - | - | - | - | - | - |

### Manifestations culturelles et festivités
- Le 29 mai 2006, le Premier ministre français Dominique de Villepin est officiellement venu inaugurer la nouvelle mairie de Combs-la-Ville, en présence du député-maire de Combs-la-Ville Guy Geoffroy.

## Économie

### Commerce
La commune se retrouve confrontée à de nombreuses grosses structures commerciales tout autour. Le centre commercial Carré Sénart n'est pas loin au sud, et il concentre nombre de commerces (tels que Carrefour, Célio, Desigual ou encore Darty) qui auraient pu s'implanter en son absence dans le centre de Combs-la-Ville. Enfin, il existe une forte évasion commerciale vers le centre commercial Val d'Yerres 2 de Boussy-Saint-Antoine, dans l'Essonne, qui par sa situation sert de lieu d'achats pour nombre d'habitants des environs.
Enfin, l'explosion, quoique ralentie et en légère régression depuis 2007, du nombre d'administrés à Combs-la-Ville depuis les années 1990 explique le manque de commerces, car la ville n'a jamais été très commerçante auparavant étant trop petite en nombre d'habitants.
La municipalité tente de redonner vie à l'hypercentre avec la finalisation récente de la place de l'An 2000 qui devrait redorer légèrement le commerce de centre-ville de la commune.
Un restaurant McDonald's est implanté depuis le 19 décembre 2013, vers la sortie sud de la commune.

### Secteurs d'activité

#### Agriculture
Combs-la-Ville est dans la petite région agricole dénommée la « Brie française », (ou Basse-Brie), une partie de la Brie autour de Brie-Comte-Robert. En 2010, l'orientation technico-économique de l'agriculture sur la commune est la culture de céréales et d'oléoprotéagineux (COP).
Si la productivité agricole de la Seine-et-Marne se situe dans le peloton de tête des départements français, le département enregistre un double phénomène de disparition des terres cultivables (près de 2 000 ha par an dans les années 1980, moins dans les années 2000) et de réduction d'environ 30 % du nombre d'agriculteurs dans les années 2010. Cette tendance se retrouve au niveau de la commune où le nombre d’exploitations est passé de 7 en 1988 à 4 en 2010. Parallèlement, la taille de ces exploitations augmente, passant de 93 ha en 1988 à 137 ha en 2010.
Le tableau ci-dessous présente les principales caractéristiques des exploitations agricoles de Combs-la-Ville, observées sur une période de 22 ans : 
|                                      | 1988 | 2000 | 2010 |
| ------------------------------------ | ---- | ---- | ---- |
| Dimension économique,                |      |      |      |
| Nombre d’exploitations (u)           | 7    | 4    | 4    |
| Travail (UTA)                        | 12   | 5    | 4    |
| Surface agricole utilisée (ha)       | 652  | 535  | 549  |
| Cultures                             |      |      |      |
| Terres labourables (ha)              | 650  | 535  | 549  |
| Céréales (ha)                        | 421  | 377  | 324  |
| dont blé tendre (ha)                 | 299  | 255  | 185  |
| dont maïs-grain et maïs-semence (ha) | 114  | s    | s    |
| Tournesol (ha)                       | s    |      |      |
| Colza et navette (ha)                | 72   | 83   | s    |
| Élevage                              |      |      |      |
| Cheptel (UGBTA)                      | 7    | 0    | 0    |

## Culture locale et patrimoine

### Lieux et monuments

#### Monuments civils
- École Sommeville.
- Parc Mennechy.
- Château de la Fresnaye.
- Rue des Vignes.

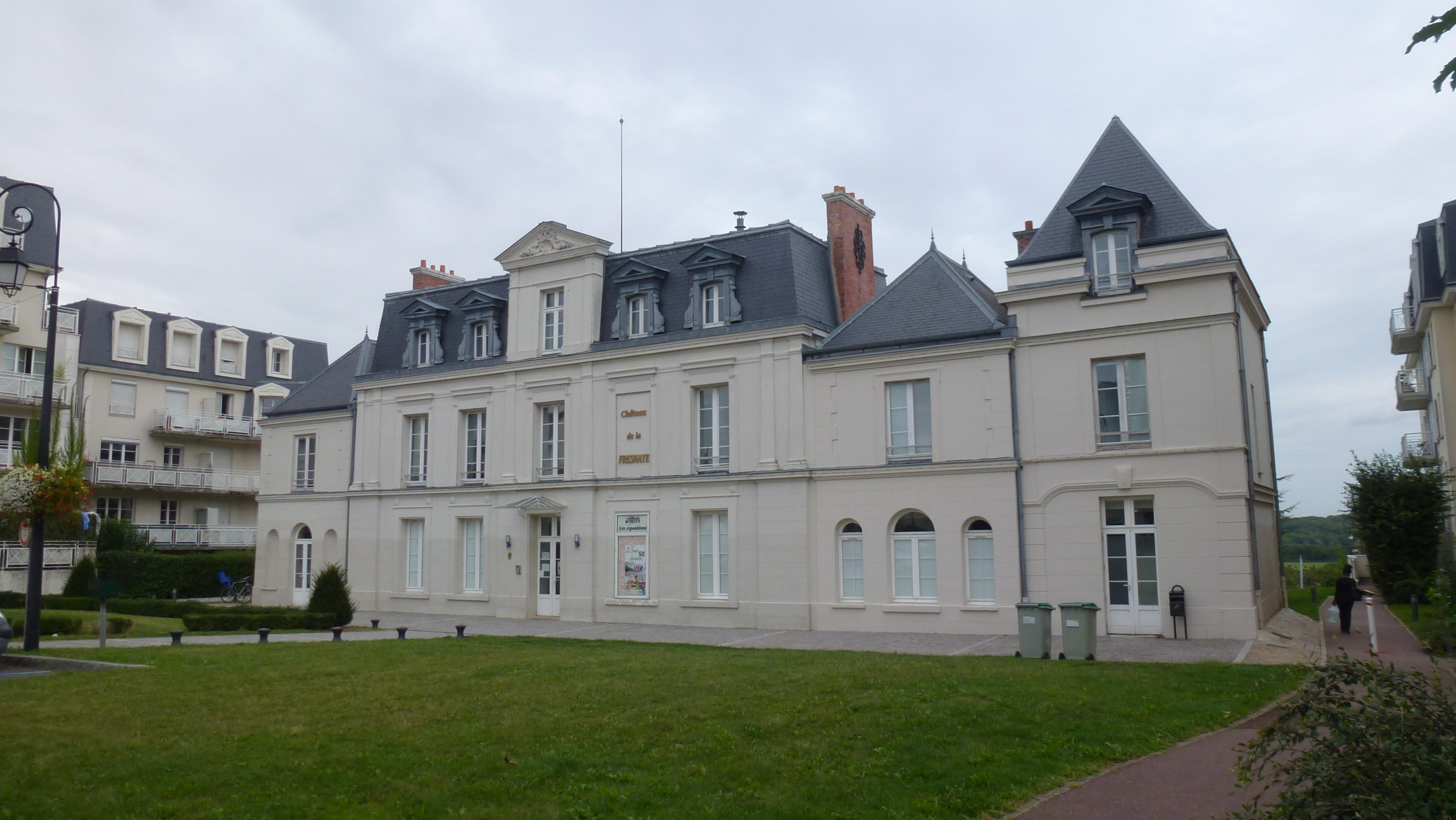
Château de la Fresnaye.

- Château des Marronniers (ancien hôtel de ville).

#### Monuments religieux
- Église Saint-Vincent (reconstruite au début du XXe siècle avec conservation d'un clocher carrée ainsi que de bases et chapiteaux de piliers fin XIIe siècle/début XIIIe siècle[85].)
- Maison communautaire des Musulmans.
- Synagogue et centre communautaire de culture juifs.

#### Espaces verts
- Parc Arthur-Chaussy.
- Forêt de Sénart.
- Promenades le long de la rivière l'Yerres.
- Parc Central.
- Bois l'évêque.
- Site de la Couture

### Patrimoine culturel
La Coupole, œuvre de l'architecte Jean Nouvel, est un lieu multiculturel qui inclut une médiathèque, un cinéma, une salle de musique, une salle de danse comme des espaces de réunion et de restauration.
La Maison des Jeunes et de la Culture permet la pratique de la musique (tam-tam, rap, rock...), et accueille également un club d'aquariophilie.

### Personnalités liées à la commune
- Gustave Caillebotte (1848-1894), peintre impressionniste, vient souvent à la propriété Caillebotte à Yerres, à partir de 1872 jusqu'en 1879, puiser son inspiration sur les bords de la rivière du même nom. Il peint plus de 80 tableaux avec des vues de la région.
- Edmonde Charles-Roux (1920-2016), femme de lettres, commence en 1961 l'écriture de son premier roman Oublier Palerme au Moulin du Breuil, dans une des maisons prêtée par son amie Helena Rubinstein. L'ouvrage sera couronné par le Prix Goncourt en 1966 et fera l'objet d'un film réalisé par Francesco Rosi en 1989.
- Victor Cherbuliez (1829-1899), romancier, auteur dramatique, essayiste et critique littéraire, mort dans la commune.
- Laurent Fignon (1960-2010), cycliste, a pris sa première licence au club de la commune.
- Patricia Girard (1968), athlète, entraîne une équipe dans la commune depuis 2009.
- Au XVIIIe siècle, quatre filles de Jean Jouvenet (1644-1717), peintre ordinaire du roi, séjournent régulièrement à Combs-la-Ville, dans une maison de campagne ayant appartenu à la famille Lordelot. L'une se marie dans cette paroisse, les trois autres y décèdent[88].
  - Elisabeth-Anne Jouvenet (1684[89]-?) épouse le 9 novembre 1712 en l'église paroissiale Saint-Vincent de Combs Bernard-Claude Lordelot (v. 1677- ?), avocat au parlement, 35 ans, fils de Benigne Lordelot, également avocat au parlement. Jouvenet père, Mlles Marie-Anne, Marie-Magdelaine et Catherine Jouvenet, sœurs de l'épousée assistent à la cérémonie. Ces dernières, non mariées, sont régulièrement accueillies dans l'ancienne maison de campagne des parents Lordelot qui échoit successivement à leur fils Bernard-Claude Lordelot (en 1720) et à sa veuve (vers 1738?). Les trois sœurs de celle-ci y décèdent et sont inhumées à Combs-la-Ville dans la nef de l'église Saint-Vincent[88] ;
  - Marie-Anne Jouvenet (1681[89]-1740[88]), « fille majeure », inhumée le 22 octobre 1740 (morte la veille).
  - Marie-Magdelaine (1682[89]-1746[88]), « damoiselle », inhumée le 26 octobre 1746 (morte la veille).
  - Catherine Jouvenet (?-1750[88]), « fille de défunt Jean-Jouvenet », inhumée le 23 novembre 1750 (morte l'avant-veille).
Jean II Restout[90] (1692-1768), leur cousin germain, peintre ordinaire du roi, assiste aux funérailles de Marie-Anne et de Marie-Magdelaine Jouvenet[88].
- René Lalique (1860-1945), achète en 1913 une verrerie installée dans la commune.
- Chris Mavinga (1991), footballeur, a joué dans la commune de 1999 à 2004.
- Adolphe Paban (1839-XXe), littérateur, est né dans la commune.
- Erwan Baynaud (1983), acteur, né dans la commune.
- Helena Rubinstein (1870-1965), industrielle et fondatrice de la société du même nom, transforme en 1936 le moulin du Breuil, lieu historique de la commune, en résidence secondaire[91].
- Sheila (1945), chanteuse, a vécu dans la commune pendant son enfance.
- Christiane Spoturno-Coty (1904-2005), mécène et fille du parfumeur François Coty, achète en 1963 le moulin du Breuil.
- Laurent Tailhade (1854-1919), polémiste et poète, mort dans la commune.
- Bernard Tapie (1943-2021), homme d'affaires, locataire depuis 1999 du moulin du Breuil comme résidence secondaire, achète cette propriété en 2010 à travers une société anglaise.

### Héraldique
|  | Les armes de la ville se blasonnent ainsi : d’azur aux trois fleurs de lys d’or accompagnées, en abîme, d’un écusson cousu de sable aux trois besants d’argent, chaussé aussi d’or, au chef cousu de gueules chargé d’une couronne à l’antique d’or. |

## Photos

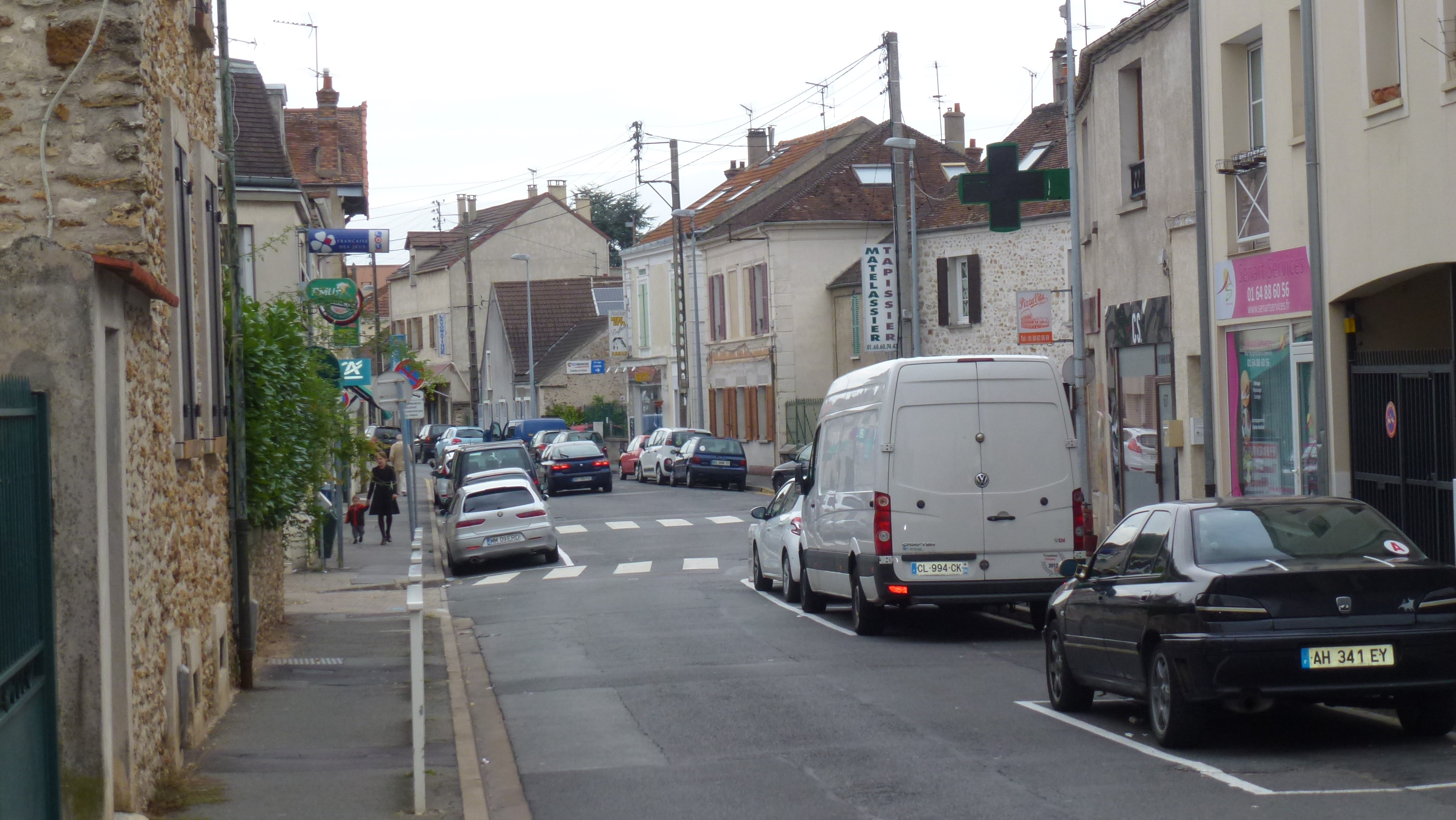
Vue sur une des rues principales de Combs-la-Ville.
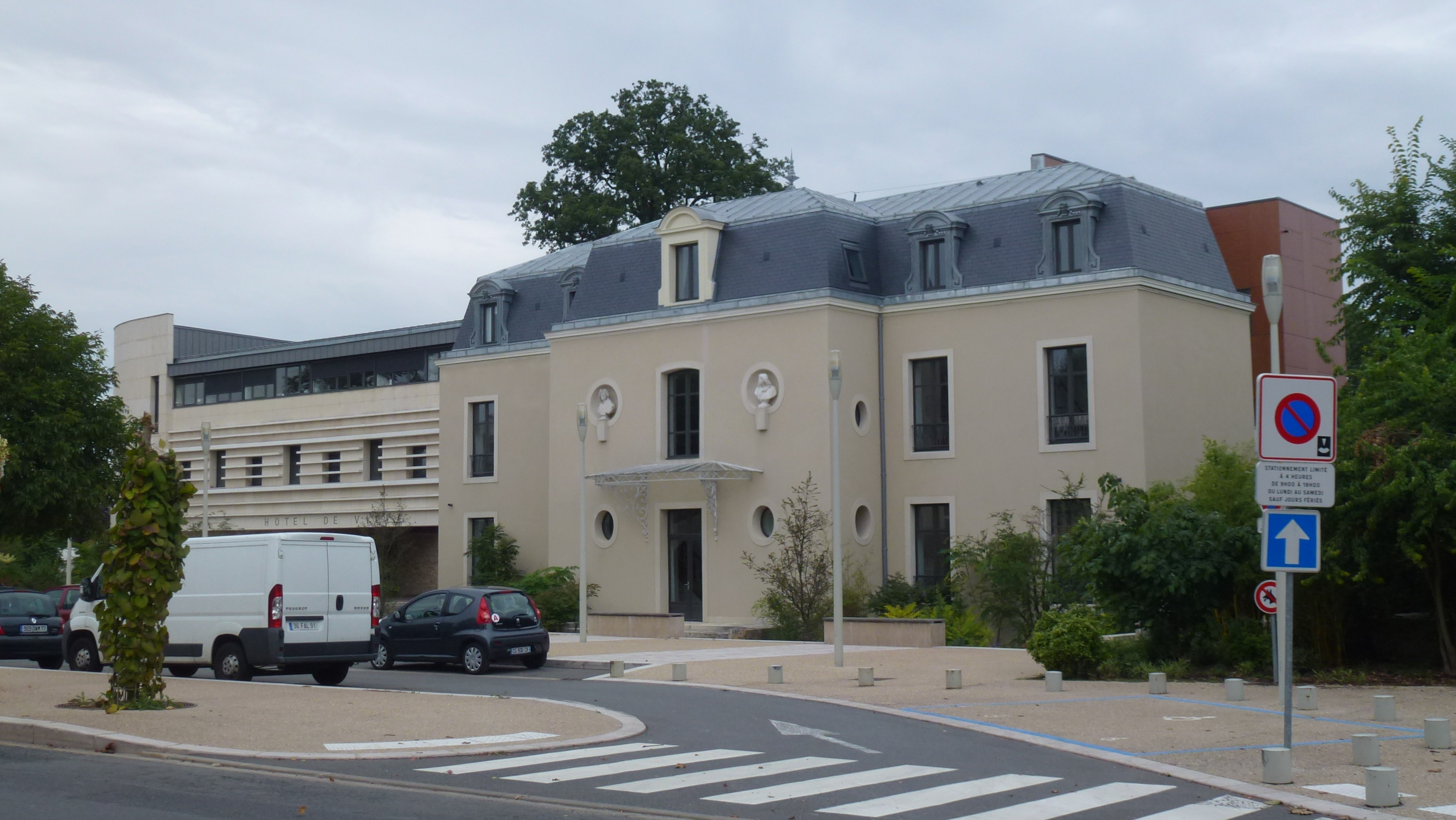
La mairie de Combs-la-Ville.
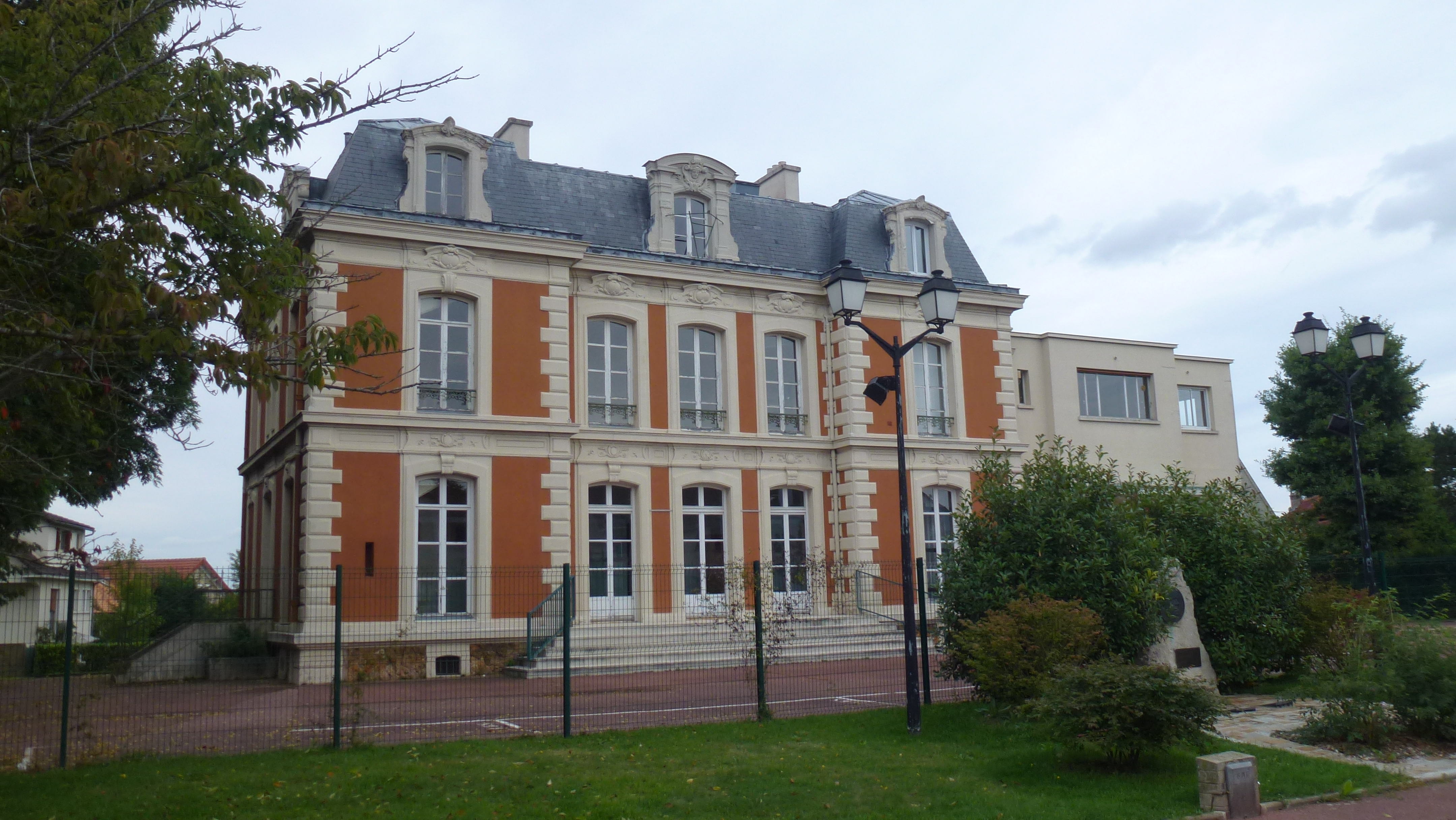
L'ancienne mairie de Combs-la-Ville.
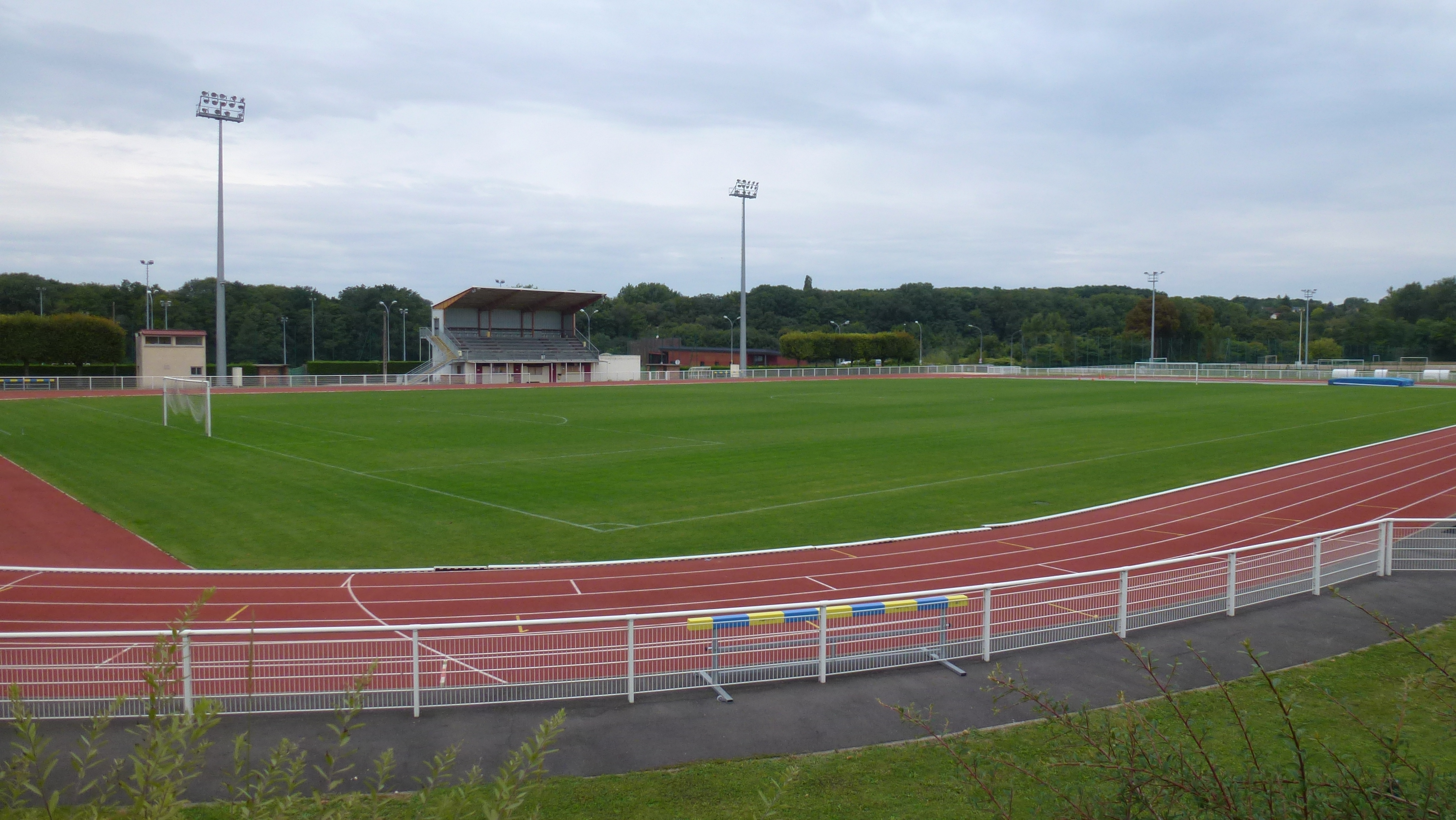
Le stade Alain-Mimoun à Combs-la-Ville.
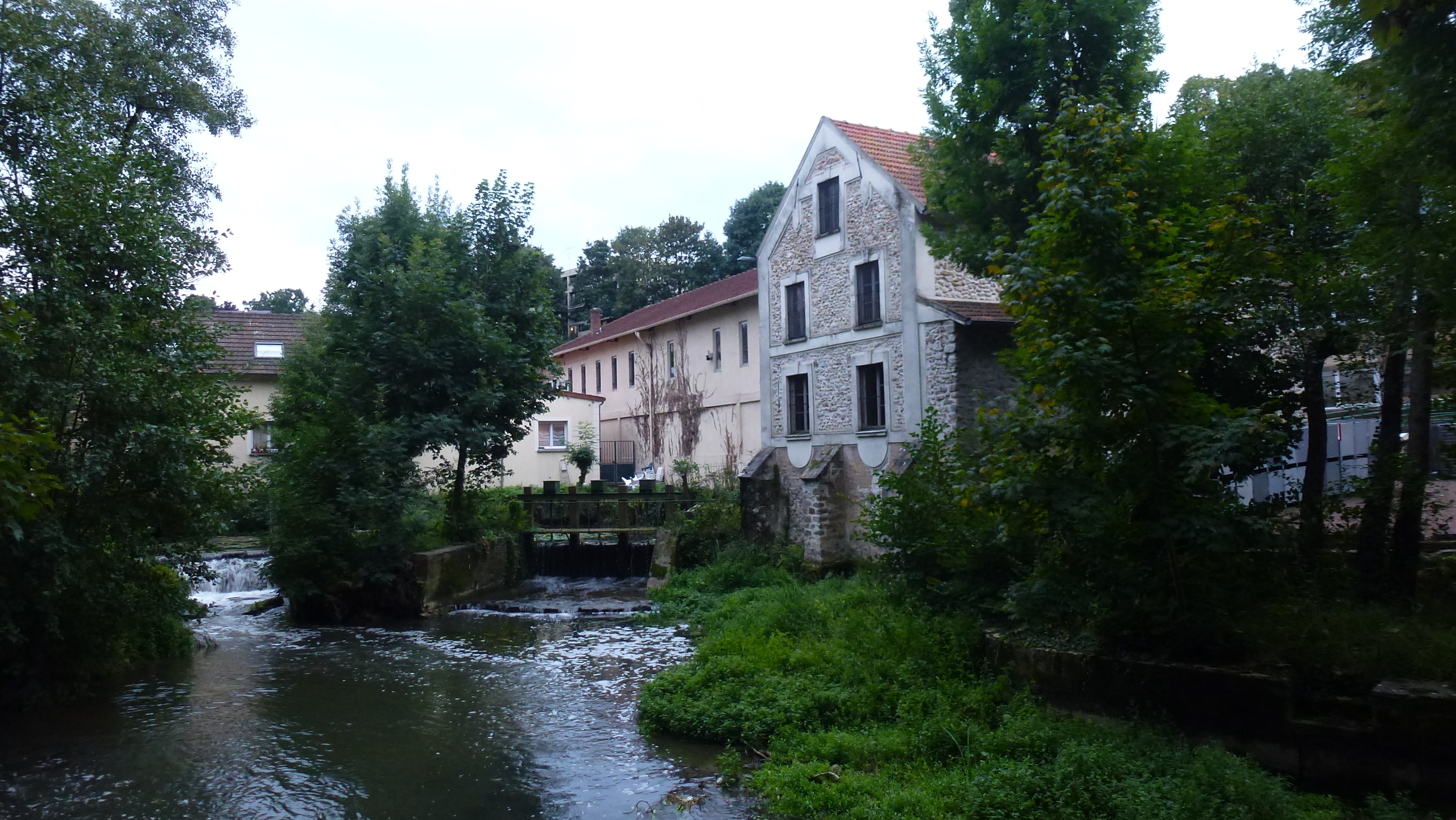
Le moulin Lalique à Combs-la-Ville.